# Энехметь
Энехме́ть (чув. Энехмет) — деревня в Аликовском муниципальном округе Чувашской Республики. Входила в состав Чувашско-Сорминского сельского поселения до его упразднения в 2022 году.

## Общие сведения о деревне
Расположена в 20 км к северо-востоку от районного центра, Аликова. Расстояние до центра поселения — 4 км по автодорогам на запад. Единственная улица — Октябрьская (чув. Октябрь урамĕ)
Деревня в основном газифицирована.

## История
Деревня образовалась в начале XIX века выходцами из деревень Босаевского общества: Кагаси, Тиуши и Шор. Первым поселился Энехмет (Энехметка), в честь которого и названа деревня. В официальных актах выселок стал писаться с 1861 года. 
В 19 — начале 20 веков околоток деревни Басаева (ныне в составе деревни Шор-Босай). Жители — чуваши, до 1866 государственные крестьяне; занимались земледелием, животноводством, сапожно-башмачным промыслом. В 1930 году образован колхоз «Красное знамя».

### Административное подчинение
До 1894 года входила в Тинсаринскую волость, затем до 1927 года — в Чувашско-Сорминскую волость Ядринского уезда Казанской губернии. 1 ноября 1927 года вошло в Кагасьский сельсовет Аликовского района, через год — в Мартынкинском сельсовете. С 1935 года — в Траковском районе, с 1940 года — в Красноармейском. С 1960 года — в Большешатьминском сельсовете. С 20 декабря 1962 года по 1 апреля 1965 года — в Цивильском районе, затем опять в Аликовском (с 14 апреля — вновь в Мартынкинском сельсовете). В 2005 году вошла в Чувашско-Сорминское сельское поселение.

## Население[3][4]
| 2010 | 2012 |
| ---- | ---- |
| 17   | ↘13  |

- 1858 год (X ревизия) — 39 человек (18 мужчин, 21 женщина).
- 1882 год — 56 человек (27 мужчин, 29 женщин).
- 1897 год — 71 человек (37 мужчин, 34 женщины).
- 1906 год — 18 дворов, 81 человек (42 мужчины, 39 женщин).
- 1926 год — 23 двора, 105 человек (49 мужчин, 56 женщин).
- 1939 год — 87 человек (33 мужчины, 54 женщины).
- 1959 год — 67 человек (33 мужчины, 34 женщины).
- 1970 год — 60 человек (26 мужчин, 34 женщины).
- 1979 год — 56 человек (23 мужчины, 33 женщины).
- 1989 год — 35 человек (12 мужчин, 23 женщины).
- 2002 год — 15 дворов, 23 человека (10 мужчин, 13 женщин), чуваши (100 %)[7].
- 2010 год — 10 частных домохозяйств, 17 человек (7 мужчин, 10 женщин).

## Известные уроженцы и жители
- Эйзин, Педер (р. 1943) — чувашский поэт и переводчик.